# 福田寺 (尼崎市)
福田寺（ふくでんじ）は兵庫県尼崎市東園田町にある真言聖天宗の寺院。山号は寳益山。

## 歴史
寺伝では奈良時代に役行者が葛城山へ修行に途次に、生駒山に棲む鬼賊が付近に住む人民を困らせていたのでこれを退治せんと不動明王に二十一間祈誓したところ難なく両賊を捕らえることが出来たこの霊蹟に修行道場として当山が建立。
その後は大和興福寺の末寺、生駒神社の社僧となり、神社内にある経蔵を輪番で管理し金光明経や法華経を講讃。
江戸中期には河内玉祖神社の神宮寺である薗光寺竹之坊と兼務し、時の住職であった光憲法印は河内慈光寺の鑁慶和上に弟子入りし慈雲尊者提唱の正法律を説く。
- 1919年（大正8年）實道和上が生駒の地から園田に移転。
- 1952年（昭和27年）真言聖天宗として独立。
- 1977年（昭和52年）大師堂再建。
- 1983年（昭和58年）聖天堂、不動堂再建。

## 境内
- 聖天堂：大聖歓喜天と本地仏の十一面観音と脇侍に三宝荒神と毘沙門天を祀る。
- 不動堂：不動明王を祀り毎月五日に護摩が焚かれている。
- 大師堂
- 檀信徒会館

## 仏像
- 木造不動明王立像
- 木造弘法大師像
- 木造聖観音立像：平安時代
- 木造十一面観音立像（円空作）：江戸時代。毎年五月五日のみ開帳。
- 木造十一面観音坐像（松本明慶作）
- 木造地蔵菩薩坐像（松本明慶作）
- 木造孔雀明王坐像（松本明慶作）
- 木造毘沙門天立像（松本明慶作）

## 年中行事
- 12月29日〜1月4日　聖天浴油供
- 1月5日　初護摩
- 2月3日　星まつり
- 2月3日〜5日　修正会（十一面悔過）
- 2月5日　旧正月法会
- 春分の日　春彼岸法会
- 5月5日　春季大祭（大般若会式・柴灯護摩供）
- 8月16日　盂蘭盆施餓鬼法会
- 8月24日　地蔵盆
- 秋分の日　秋彼岸法会
- 冬至の日　冬至法会

## 交通
- 阪急神戸線園田駅から徒歩5分